# Craterocapsa tarsodes
Craterocapsa tarsodes là loài thực vật có hoa trong họ Hoa chuông. Loài này được Hilliard & B.L.Burtt mô tả khoa học đầu tiên năm 1973.